# Mauro Finetto
Mauro Finetto (né le 10 mai 1985 à Tregnago, dans la province de Vérone, en Vénétie) est un coureur cycliste italien, professionnel entre 2008 et 2022.

## Biographie
En 2011, il finit troisième du Grand Prix de l'industrie et de l'artisanat de Larciano.
Deuxième du Grand Prix de la côte étrusque, début février 2014, il s'impose, un mois plus tard, pour la première fois depuis 2009, en disposant au sprint d'un petit groupe à l'arrivée du Grand Prix de Lugano. En fin d'année il prolonge son contrat avec Neri Sottoli.
Après une remarquable saison 2014, il ne confirme jamais lors de l'année suivante et le manager général de sa formation, Angelo Citracca, ne lui offre pas une reconduction de contrat. 
Sans équipe pour 2016, à la mi-février, l'équipe continentale Unieuro Wilier annonce la signature du coureur. Devenant la tête d'affiche du groupe, sa formation espère par sa présence obtenir d'importantes invitations pour disputer des épreuves du calendrier européen. Tandis que Mauro Finetto explique son choix par sa volonté de retrouver « sa famille », où il a appris le métier de cycliste professionnel. En octobre, il s'engage avec l'équipe continentale professionnelle française Delko-Marseille Provence-KTM.
Finetto arrête sa carrière en fin d'année 2022 après une dernière saison dans l'équipe allemande Maloja Pushbikers.

## Palmarès

### Palmarès amateur
- 2002
  - 3e du Trofeo Emilio Paganessi
- 2003
  - 2e du championnat d'Italie du contre-la-montre juniors
  - 2e du championnat d'Italie sur route juniors
- 2005
  - Gran Premio San Rocco
  - 3e de Milan-Busseto
- 2006
  - Grand Prix de Garlasco
  - Freccia del Riso
  - Gran Premio Cementizillo
  - Medaglia d'Oro Consorzio Marmisti Valpantena
  - Memorial Vittime del Vajont
  - 3e du Piccola Sanremo
- 2007
  - Coppa Messapica
  - Coppa Città di San Daniele
  - Gran Premio Ezio Del Rosso
  - 2e du Gran Premio della Liberazione
  - 2e de la Coppa Cicogna
  - 2e du Giro del Valdarno
  - 3e du Trophée Mario Zanchi
  - 3e du championnat d'Italie sur route espoirs
  - 3e de Florence-Viareggio
  - 3e du Tour de la Vallée d'Aoste

### Palmarès professionnel
| - 2008 - 3e du Trophée Melinda - 3e de la Coppa Placci - 6e du Tour de Lombardie - 2009 - Hel van het Mergelland - 1re et 6e étapes du Tour de Turquie - 2010 - 1reb étape de la Semaine internationale Coppi et Bartali (contre-la-montre par équipes) - 2011 - 3e du Grand Prix de l'industrie et de l'artisanat de Larciano - 2014 - Grand Prix de Lugano - Tour du Limousin : - Classement général - 3e étape - 2e du Grand Prix de la côte étrusque - 2e de la Coppa Sabatini - 3e de la Volta Limburg Classic - 2015 - Sibiu Cycling Tour : - Classement général - 2e étape - 2e de la Coppa Bernocchi - 3e de la Coppa Sabatini | - 2016 - Tour de Slovaquie : - Classement général - 2e étape - 2e de la Semaine internationale Coppi et Bartali - 2e du Tour d'Almaty - 3e du Tour des Apennins - 2017 - Classic de l'Ardèche - 3e du Trofeo Laigueglia - 2018 - 9e du Tour de Turquie - 2019 - 5e étape de la Semaine internationale Coppi et Bartali - 9e du Tour de Turquie |

## Résultats sur les grands tours

### Tour d'Italie
2 participations
- 2014 : abandon (16e étape)
- 2015 : 57e

### Tour d'Espagne
1 participation
- 2010 : 79e

## Classements mondiaux
| Année                  | 2006 | 2007 | 2008 | 2009 | 2010 | 2011 | 2012 | 2013 | 2014 | 2015 | 2016 | 2017 |
| ---------------------- | ---- | ---- | ---- | ---- | ---- | ---- | ---- | ---- | ---- | ---- | ---- | ---- |
| Calendrier mondial UCI |      |      |      |      | 228e |      |      |      |      |      |      |      |
| UCI Asia Tour          |      |      |      |      |      |      |      | 242e |      |      | 92e  |      |
| UCI Europe Tour        | 829e | 195e | 70e  | 45e  |      |      |      | 114e | 5e   | 26e  | 63e  | 29e  |